# Подкожная мышца шеи
Подко́жная мы́шца шеи (лат. Platysma) — это тонкая поверхностная мышца шеи человека. Располагается под кожей шеи, плотно срастаясь с ней, тем самым покрывая переднюю поверхность шеи.

## Анатомия
Платизма — широкая мышца, которая берёт начало из фасции, покрывающей верхнюю часть большой грудной и дельтовидной мышц, мышечные пучки мышцы начинаются в области груди на уровне II ребра, направляясь вверх и медиально. Покрывает ключицу и верхние части большой грудной и дельтовидной мышц, поднимается по переднебоковым сторонам шеи. Проходя вдоль шеи, платизма пересекает наружную и переднюю яремные вены. У края нижней челюсти медиальные пучки мышцы переплетаются с пучками одноимённой мышцы противоположной стороны и прикрепляются к краю нижней челюсти; латерально пучки мышцы переходят на лицо, где вплетаются фасции околоушной железы и жевательную, достигая угла рта.

### Прикрепления
Имеет несколько точек прикрепления. Её медиальные волокна прикрепляются к нижней челюсти или коже нижней губы. Боковые волокна прикрепляются к коже околоротовой области и к мышцам, окружающие рот. Здесь подкожная мышца шеи соединяется с мышцами, опускающими угол рта и мышцами, опускающие нижнюю губу, тем самым усиливая их действие.

### Кровоснабжение
Снабжается артериальной кровью из подбородочной ветви лицевой артерии, а также из надлопаточной ветви щитошейного ствола подключичной артерии.

### Иннервация
Иннервируется шейной ветвью лицевого нерва.

## Классификация
По происхождению относится к производным II жаберной дуги
По расположению относится к поверхностным мышцам шеи.

## Функция
Основная функция в том, что она участвует в создании эмоций, помогая мимическим мышцам, но не являясь таковой. Обеспечивает движение угла рта и нижней губы книзу.
Прикрепляясь к нижней челюсти, также может способствовать опусканию нижней челюсти.
Выпячивание подкожной мышцы шеи во время интенсивных физических нагрузок предотвращает сдавливание яремных вен.